# Pedro Carbo (Guayas)
Pedro Carbo ist eine Stadt und die einzige Parroquia urbana im Kanton Pedro Carbo der ecuadorianischen Provinz Guayas. Die Parroquia besitzt eine Fläche von 514,9 km². Beim Zensus 2010 betrug die Einwohnerzahl der Parroquia 31.317. Davon lebten 20.220 Einwohner im urbanen Bereich von Pedro Carbo.

## Lage
Die Parroquia Pedro Carbo liegt im Tiefland nordwestlich von Guayaquil. Im Südwesten wird das Gebiet von dem Höhenrücken der Cordillera Chongón Colonche begrenzt, im Westen von den östlichen Ausläufern der Cordillera Costanera.  Der Río Magro (im Oberlauf Río Pedro Carbo) entwässert das Areal nach Osten zum Río Daule. Die 56 m hoch gelegene Stadt Pedro Carbo befindet sich 70 km nordnordwestlich der Provinzhauptstadt Guayaquil. Die Fernstraße E482 (Nobol–Jipijapa) führt durch das Verwaltungsgebiet und an der Stadt Pedro Carbo vorbei.
Die Parroquia Pedro Carbo grenzt im Südwesten an die Provinz Santa Elena mit der Parroquia Colonche (Kanton Santa Elena), im Westen und im Norden an die Provinz Manabí mit den Parroquias Cascol, Campozano und Guale (alle drei im Kanton Paján), im Nordosten an die Parroquia Valle de la Virgen und an den Kanton Isidro Ayora sowie im Osten an die Parroquia Sabanilla.

## Geschichte
Anfangs gab es den Caserío "Río Nuevo" im Kanton Daule. Ab 1842 war „Río Nuevo“ ein Recinto in der neu eingerichteten Parroquia San Juan de Soledad (das heutige Isidro Ayora). Die Parroquia wurde am 1. August 1893 unter dem Namen „Caamaño“ gegründet. 1895 erhielt die Parroquia ihren heutigen Namen. Namensgeber war Pedro José Carbo y Noboa (1813–1894), ein ecuadorianischer Politiker. Mit der Schaffung des Kantons Pedro Carbo am 19. Juli 1984 wurde Pedro Carbo eine Parroquia urbana und Sitz der Kantonsverwaltung.